# Iga Świątek

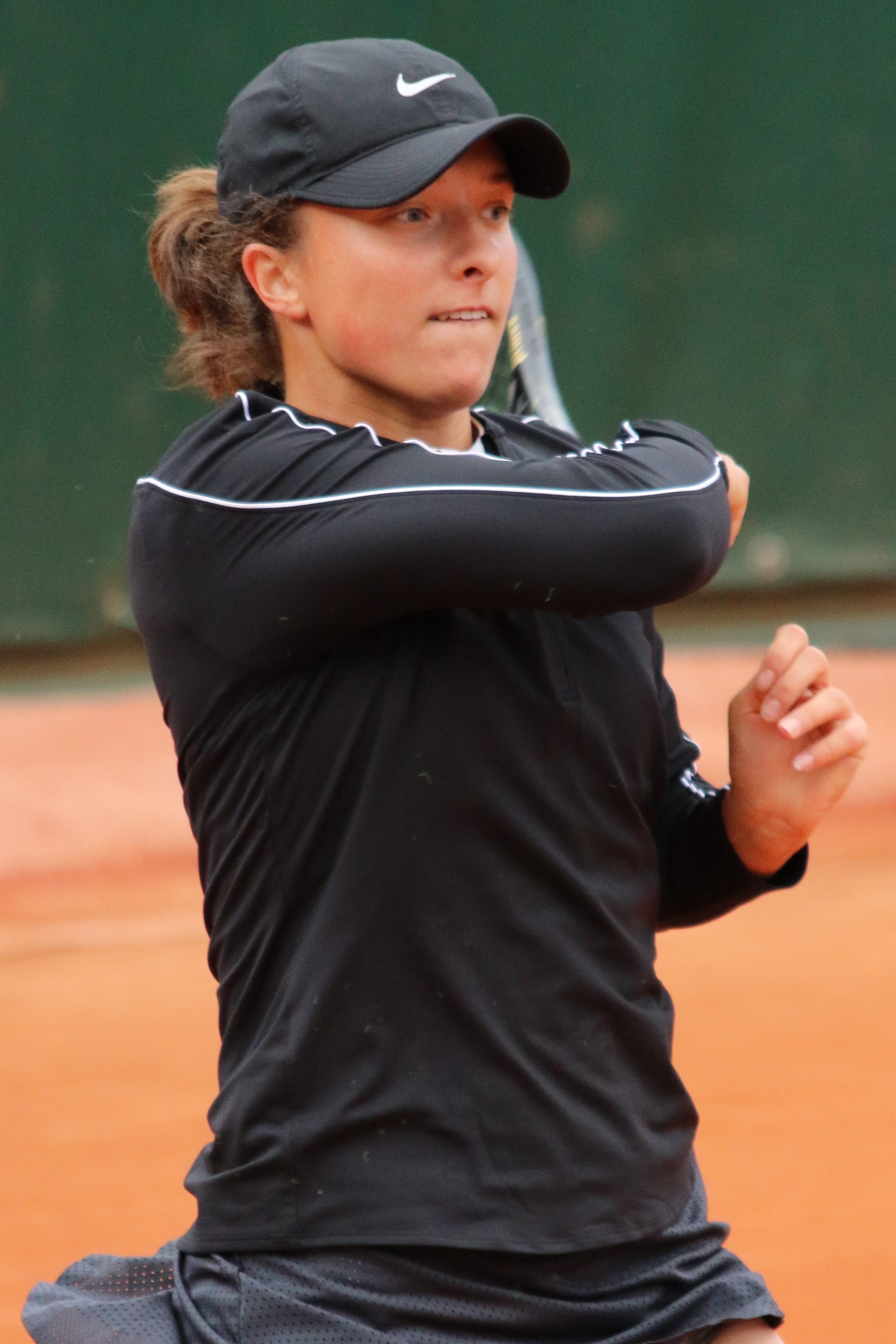

Iga Natalia Świątek (kiejtése: ˈiɡa ˈɕfjɔ̃tɛk), (Varsó, 2001. május 31. –) olimpiai bronzérmes, hatszoros Grand Slam-tornagyőztes, korábbi világelső lengyel hivatásos teniszezőnő, év végi világbajnok, egyéniben és párosban junior Grand Slam-tornagyőztes, junior Fed-kupa-győztes (2016), párosban ifjúsági olimpiai bajnok (2018).
2016 óta tartó pályafutása során egyéniben 24 WTA- és hét ITF-tornagyőzelmet szerzett. Juniorként egyéniben 2018-ban Wimbledonban, párosban a 2018-as Roland Garroson nyert Grand Slam-tornát, A felnőtt mezőnyben egyéniben négyszer győzött a Roland Garroson, 2020-ban, 2022-ben, 2023-ban, valamint 2024-ben, és megszerezte a trófeát a 2022-es US Openen, valamint a 2025-ös wimbledoni teniszbajnokságon is. Ő az első lengyel teniszező, aki a Roland Garroson, az első, aki a US Openen, és az első, aki Wimbledonban győzni tudott. A 2023-as WTA Finals megnyerésével év végi világbajnoki címet szerzett. A 2020-as Roland Garroson párosban az elődöntőbe jutott, ezzel az eredményével 100 helyet javítva a páros világranglistán is a Top100-ba, a 75. helyre jött fel. A 2021-es Roland Garroson párosban döntőt játszott. Egyéniben először 2022. április 4-én került a világranglista élére, miután Ashleigh Barty váratlanul abbahagyta profi pályafutását, és 75 héten keresztül, 2023. szeptember 10-ig őrizte helyét. 2023. november 6-án ismét átvette a világelsőséget, amit 2024. november 20-ig, újabb 50 héten át tartott. Összesen 125 héten keresztül állt a női egyéni világranglista élén. Legmagasabb világranglista-helyezése párosban a 2022. február 14-én elért 29. hely.
2024-ben bronzérmet szerzett a párizsi olimpián.
Apja Tomasz Świątek, aki az 1988-as szöuli olimpián a lengyel négypárevezős válogatott tagja volt.

## Pályafutása
2015-ben egyéniben és Maja Chwalińska párjaként is U14 korosztályos Európa-bajnoki címet szerzett, majd 2016-ban az U16-os Európa-bajnokságon egyéniben a döntőben alulmaradt, párosban azonban Maja Chwalińskával újabb aranyérmet szerzett.
Juniorként 2017-ben Maja Chwalińskával bejutott az Australian Open lány párosok döntőjébe, de alulmaradtak a Bianca Andreescu—Carson Branstine párossal szemben. 2018-ban Wimbledonban egyéniben, a Roland Garroson az amerikai Caty McNally párjaként párosban győzött. 2016-ban Lengyelország csapatával megnyerte a junior Fed-kupát. 2018-ban párosban a szlovén Kaja Juvan párjaként aranyérmet szerzett a 2018. évi nyári ifjúsági olimpiai játékokon.
A felnőtt mezőnyben első kiemelkedő eredményét a 2020-as Roland Garroson érte el, ahol megnyerte az egyéni versenyt, ugyanezen a tornán párosban az elődöntőbe jutott. A Roland Garroson 2022-ben is győzni tudott, ezzel második Grand Slam-tornagyőzelmét szerezte. 2022-ben A Roland Garros befejezéséig 35 egymás utáni mérkőzésen nem akadt legyőzőre.

## Junior Grand Slam döntői

### Egyéni

#### Győzelmei (1)
| Év   | Bajnokság | Borítás | Ellenfél    | Eredmény |
| ---- | --------- | ------- | ----------- | -------- |
| 2018 | Wimbledon | Fű      | Leonie Küng | 6–4, 6–2 |

### Páros

#### Győzelmek (1)
| Év   | Bajnokság     | Borítás | Partner      | Ellenfél             | Eredmény |
| ---- | ------------- | ------- | ------------ | -------------------- | -------- |
| 2018 | Roland Garros | Salak   | Caty McNally | Yuki Naito Naho Sato | 6–2, 7–5 |

#### Elveszített döntői (1)
| Év   | Bajnokság       | Borítás | Partner         | Ellenfél                          | Eredmény    |
| ---- | --------------- | ------- | --------------- | --------------------------------- | ----------- |
| 2017 | Australian Open | Kemény  | Maja Chwalińska | Bianca Andreescu Carson Branstine | 1–6, 6–7(4) |

## Grand Slam döntői

### Egyéni

#### Győzelmei (6)
| Év   | Bajnokság     | Borítás | Ellenfél         | Eredmény      |
| ---- | ------------- | ------- | ---------------- | ------------- |
| 2020 | Roland Garros | Salak   | Sofia Kenin      | 6–4, 6–1      |
| 2022 | Roland Garros | Salak   | Cori Gauff       | 6–1, 6–3      |
| 2022 | US Open       | Kemény  | Unsz Dzsábir     | 6–2, 7–6(5)   |
| 2023 | Roland Garros | Salak   | Karolína Muchová | 6–2, 5–7, 6–4 |
| 2024 | Roland Garros | Salak   | Jasmine Paolini  | 6–2, 6–1      |
| 2025 | Wimbledon     | Fű      | Amanda Anisimova | 6–0, 6–0      |

### Páros

#### Elveszített döntői (1)
| Év   | Bajnokság     | Borítás | Partner               | Ellenfél                              | Eredmény |
| ---- | ------------- | ------- | --------------------- | ------------------------------------- | -------- |
| 2021 | Roland Garros | Salak   | Bethanie Mattek-Sands | Barbora Krejčíková Kateřina Siniaková | 4–6, 2–6 |

## WTA-döntői

### Egyéni

#### Győzelmei (24)
| Összesítés                                   |                              |
| Grand Slam-torna (6)                         |                              |
| Premier Mandatory (0)                        | WTA 1000 (kötelező)* (8)     |
| Premier Five (0)                             | WTA 1000 (nem kötelező)* (3) |
| Premier (0)                                  | WTA 500* (5)                 |
| International (0)                            | WTA 250* (1)                 |
| WTA Finals (1)                               |                              |
| Tournament of Champions/WTA Elite Trophy (0) |                              |
| Olimpia (0)                                  |                              |

*2021-től megváltozott a tornák kategóriáinak elnevezése.
|     | Dátum                | Torna                              | Borítás   | Ellenfél a döntőben  | Eredmény a döntőben | Eredmény a döntőben |
| 1.  | 2020. október 10.    | Roland Garros, Párizs              | Salak     | Sofia Kenin          | 6–4, 6–1            | részletek           |
| 2.  | 2021. február 27.    | Adelaide International, Adelaide   | Kemény    | Belinda Bencic       | 6–2, 6–2            |                     |
| 3.  | 2021. május 16.      | Internazionali BNL d'Italia, Róma  | Salak     | Karolína Plíšková    | 6–0, 6–0            |                     |
| 4.  | 2022. február 26.    | Qatar Total Open, Doha             | Kemény    | Anett Kontaveit      | 6–2, 6–0            |                     |
| 5.  | 2022. március 20.    | Indian Wells Masters, Indian Wells | Kemény    | María Szákari        | 6–4, 6–1            |                     |
| 6.  | 2022. április 2.     | Miami Masters, Miami               | Kemény    | Ószaka Naomi         | 6–4, 6–0            |                     |
| 7.  | 2022. április 24.    | Stuttgart Grand Prix, Stuttgart    | Salak (f) | Arina Szabalenka     | 6–2, 6–2            |                     |
| 8.  | 2022. május 15.      | Italian Open, Róma                 | Salak     | Unsz Dzsábir         | 6–2, 6–2            |                     |
| 9.  | 2022. június 4.      | Roland Garros, Párizs              | Salak     | Cori Gauff           | 6–1, 6–3            | részletek           |
| 10. | 2022. szeptember 10. | US Open, New York                  | Kemény    | Unsz Dzsábir         | 6–2, 7–6(5)         | részletek           |
| 11. | 2022. október 16.    | San Diego Open, San Diego, USA     | Kemény    | Donna Vekić          | 6–3, 3–6, 6–0       |                     |
| 12. | 2023. február 18.    | Qatar Total Open, Doha, Katar      | Kemény    | Jessica Pegula       | 6–3, 6–0            |                     |
| 13. | 2023. április 23.    | Stuttgart Open, Stuttgart          | Salak (f) | Arina Szabalenka     | 6–3, 6–4            |                     |
| 14. | 2023. június 10.     | Roland Garros, Párizs              | Salak     | Karolína Muchová     | 6–2, 5–7, 6–4       | részletek           |
| 15. | 2023. július 30.     | WTA Poland Open, Varsó             | Salak     | Laura Siegemund      | 6–0, 6–1            |                     |
| 16. | 2023. október 8.     | China Open, Peking                 | Kemény    | Ljudmila Szamszonova | 6–2, 6–2            |                     |
| 17. | 2023. november 5.    | WTA Finals, Cancún                 | Kemény    | Jessica Pegula       | 6–1, 6–0            | részletek           |
| 18. | 2024. február 17.    | Qatar Open, Doha                   | Kemény    | Jelena Ribakina      | 7–6(8), 6–2         |                     |
| 19. | 2024. március 17.    | Indian Wells Open, Indian wells    | Kemény    | María Szákari        | 6–4, 6–0            |                     |
| 20. | 2024. május 5.       | Madrid Open, Madrid                | Salak     | Arina Szabalenka     | 7–5, 4–6, 7–6(7)    |                     |
| 21. | 2024. május 19.      | Italian Open, Róma                 | Salak     | Arina Szabalenka     | 6–2, 6–3            |                     |
| 22. | 2024. június 8.      | Roland Garros, Párizs              | Salak     | Jasmine Paolini      | 6–2, 6–1            | részletek           |
| 23. | 2025. július 12.     | Wimbledon, London                  | Fű        | Amanda Anisimova     | 6–0, 6–0            | részletek           |
| 24. | 2025. augusztus 18.  | Cincinnati Open, Mason             | Kemény    | Jasmine Paolini      | 7–5, 6–4            |                     |

#### Elveszített döntői (5)
|    | Dátum             | Torna                             | Borítás    | Ellenfél a döntőben | Eredmény a döntőben | Eredmény a döntőben |
| 1. | 2019. április     | Ladies Open Biel Bienne, Lugano   | Salak      | Polona Hercog       | 7–5, 6–7(4), 3–6    |                     |
| 2. | 2022. október 9.  | Ostrava Open, Ostrava             | Kemény (f) | Barbora Krejčíková  | 3–6, 6–3, 3–6       |                     |
| 3. | 2023. február 25. | Dubai Tennis Championships, Dubaj | Kemény     | Barbora Krejčíková  | 4–6, 2–6            |                     |
| 4. | 2023. május 7.    | Madrid Open, Madrid               | Salak      | Arina Szabalenka    | 3–6, 6–3, 3–6       |                     |
| 5. | 2025. június 28.  | Bad Homburg Open, Bad Homburg     | Fű         | Jessica Pegula      | 4–6, 5–7            |                     |

## ITF döntői

### Egyéni: 7 (7 győzelem)
| Díjazás             |
| ------------------- |
| $100,000 torna      |
| $80,000 torna       |
| $60,000 torna (2–0) |
| $25,000 torna (1–0) |
| $15,000 torna (3–0) |
| $10,000 torna (1–0) |

| Borításonként |
| ------------- |
| Kemény (2–0)  |
| Salak (5–0)   |
| Fű (0–0)      |
| Szőnyeg (0–0) |

| Eredmény | Gy-D | Dátum               | Torna                         | Borítás    | Ellenfél             | Eredmény      |
| -------- | ---- | ------------------- | ----------------------------- | ---------- | -------------------- | ------------- |
| Győztes  | 1–0  | 2016. október 30.   | ITF Stockholm, Svédország     | Kemény (f) | Laura-Ioana Andrei   | 6–4, 6–3      |
| Győztes  | 2–0  | 2017. február 18.   | ITF Bergamo, Olaszország      | Salak (f)  | Martina di Giuseppe  | 6–4, 3–6, 6–3 |
| Győztes  | 3–0  | 2017. május 7.      | ITF Győr, Magyarország        | Salak      | Gabriela Horáčková   | 6–2, 6–2      |
| Győztes  | 4–0  | 2018. február 25.   | ITF Sharm El Sheikh, Egyiptom | Kemény     | Britt Geukens        | 6–3, 6–1      |
| Győztes  | 5–0  | 2018. április 15.   | ITF Pelham, Egyesült Államok  | Salak      | Allie Kiick          | 6–2, 6–0      |
| Győztes  | 6–0  | 2018. szeptember 1. | ITF Budapest, Magyarország    | Salak      | Katarina Zavacka     | 6–2, 6–2      |
| Győztes  | 7–0  | 2018. szeptember 9. | ITF Montreux, Svájc           | Salak      | Kimberley Zimmermann | 6–2, 6–2      |

### Páros: 1 (1 döntő)
| Díjazás             |
| ------------------- |
| $100,000 torna      |
| $80,000 torna       |
| $60,000 torna       |
| $25,000 torna       |
| $15,000 torna (0–1) |

| Borításonként |
| ------------- |
| Kemény (0–1)  |
| Salak (0–0)   |
| Fű (0–0)      |
| Szőnyeg (0–0) |

| Eredmény | Gy-D | Dátum             | Torna                      | Borítás | Partner          | Ellenfelek                       | Eredmény |
| -------- | ---- | ----------------- | -------------------------- | ------- | ---------------- | -------------------------------- | -------- |
| Döntős   | 0–1  | 2018. február 12. | ITF Sharm El Sheikh, Egypt | Kemény  | Constanze Stepan | Anna Morgina Valerija Szolovjova | 4–6, 2–6 |

## Eredményei Grand Slam-tornákon

### Egyéni
| Grand Slam | Australian Open | Australian Open  | Roland Garros | Roland Garros    | Wimbledon   | Wimbledon         | US Open     | US Open              |
| Év         | Eredmény        | Utolsó ellenfél  | Eredmény      | Utolsó ellenfél  | Eredmény    | Utolsó ellenfél   | Eredmény    | Utolsó ellenfél      |
| 2019       | 2. kör          | Camila Giorgi    | 4. kör        | Simona Halep     | 1. kör      | Viktorija Golubic | 2. kör      | Anastasija Sevastova |
| 2020       | 4. kör          | Anett Kontaveit  | Győztes       | Sofia Kenin      | elmaradt    | elmaradt          | 3. kör      | V Azaranka           |
| 2021       | 4. kör          | Simona Halep     | Negyeddöntő   | María Szákari    | 4. kör      | Unsz Dzsábir      | 4. kör      | Belinda Bencic       |
| 2022       | Elődöntő        | Danielle Collins | Győztes       | Cori Gauff       | 3. kör      | Alizé Cornet      | Győztes     | Unsz Dzsábir         |
| 2023       | 4. kör          | Jelena Ribakina  | Győztes       | Karolína Muchová | Negyeddöntő | Elina Szvitolina  | 4. kör      | Jeļena Ostapenko     |
| 2024       | 3. kör          | Linda Nosková    | Győztes       | Jasmine Paolini  | 3. kör      | Julija Putyinceva | Negyeddöntő | Jessica Pegula       |
| 2025       | Elődöntő        | Madison Keys     | Elődöntő      | Arina Szabalenka | Győztes     | Amanda Anisimova  |             |                      |

### Páros
| Grand Slam | Australian Open | Australian Open | Roland Garros            | Roland Garros                         | Wimbledon | Wimbledon       | US Open              | US Open                       |
| Év         | Eredmény        | Utolsó ellenfél | Eredmény                 | Utolsó ellenfél                       | Eredmény  | Utolsó ellenfél | Eredmény             | Utolsó ellenfél               |
| 2019       | –               | –               | –                        | –                                     | –         | –               | 2. kör Magda Linette | Hszie Su-vej Barbora Strýcová |
| 2020       | –               | –               | Elődöntő Nicole Melichar | Alexa Guarachi Desirae Krawczyk       | elmaradt  | elmaradt        | –                    | –                             |
| 2021       | –               | –               | Döntő B Mattek-Sands     | Barbora Krejčíková Kateřina Siniaková | –         | –               | –                    | –                             |

## Év végi világranglista-helyezései
| Év     | 2016 | 2017 | 2018  | 2019 | 2020 | 2021 | 2022 | 2023 | 2024 |
| Egyéni | 858. | 690. | 175.  | 61.  | 17.  | 9.   | 1.   | 1.   | 2.   |
| Páros  | —    | —    | 1097. | 453. | 75.  | 41.  | —    | —    | —    |

## Díjai, elismerései
- Arany Érdemkereszt (Złoty Krzyż Zasługi)
- Kedvenc egyéni játékos (WTA szurkolói díj) (2020)[6]